# Evenimentul Zilei
Evenimentul Zilei (l'Évènement du Jour en roumain) est un important journal quotidien de Roumanie, fondé en juin 1992, dont le siège est à Bucarest. Il paraît en version papier jusqu'en 2019, à partir de 2020 il existe en version numérique.

## site
- (ro) site officiel